# 아이돌 스타 육상 선수권 대회
《아이돌 스타 육상 선수권 대회》(약칭 아육대)는 MBC에서 매년 추석과 설에 개최하는 아이돌 경기 대회이다. 간혹 월드컵이나 올림픽을 기념하기 위해 개최한 적이 있으며, 사정상 추석이나 설날이어도 개최되지 못한 해도 있다.

## 아이돌 경기 대회 목록
- 2010년 아이돌 스타 육상 선수권 대회 (2010년 추석)
- 아이돌 스타 육상·수영선수권대회 (2011년 설날)
- 제3회 아이돌 스타 육상선수권대회 (2011년 추석)
- 제4회 아이돌 스타 육상·수영선수권대회 (2012년 설날)
- 제6회 아이돌 스타 육상 양궁 선수권 대회 (2013년 설날)
- 제7회 아이돌 육상 풋살 양궁 선수권대회 (2013년 추석)
- 2014 설특집 아이돌스타 육상 양궁 풋살 컬링 선수권대회 (2014년 설날)
- 아이돌스타 육상 농구 풋살 양궁 선수권대회 (2015년 설날)
- 아이돌스타 육상 씨름 농구 풋살 양궁 선수권대회 (2015년 추석)
- 아이돌스타 육상 씨름 풋살 양궁 선수권대회 (2016년 설날)
- 추석특집 2016 아이돌스타 육상 리듬체조 풋살 양궁 선수권대회 (2016년 추석)
- 2017 아이돌스타 육상 양궁 리듬체조 에어로빅 선수권 대회 (2017년 설날)
- 설특집 2018 아이돌스타 육상 볼링 양궁 리듬체조 에어로빅 선수권대회 (2018년 설날)
- 추석특집 2018 아이돌스타 육상 선수권대회 (2018년 추석)
- 2019 설특집 아이돌스타 육상 볼링 양궁 리듬체조 승부차기 선수권 대회 (2019년 설날)
- 2019 추석특집 아이돌스타 선수권대회 (2019년 추석)
- 2020 설특집 아이돌스타 선수권대회 (2020년 설날)
- 2020 추석특집 아이돌스타 선수권대회 (2020년 추석)
  - 2020 추석특집 아이돌 e스포츠 선수권대회
  - 2020 추석특집 아이돌 멍멍 선수권대회
- 2021 설특집 아이돌스타 선수권대회 (2021년 설날)
- 2022 추석특집 아이돌스타 선수권대회 (2022년 추석)
- 2024 추석특집 아이돌스타 선수권대회 (2024년 추석)
- 2025 추석특집 아이돌스타 선수권대회 (2025년 추석)

## 번외 경기 대회
- 아이돌 스타 올림픽 (2012년 런던 올림픽 특집)
- 아이돌 풋살 월드컵 (2014년 브라질 월드컵 특집)

## 같이 보기
- 전국체육대회